# Feliciano Brunelli
Feliciano Brunelli ( Marsella, Francia; 7 de febrero de 1903 - Buenos Aires, Argentina; 27 de agosto de 1981) fue un importante músico, pianista, bandoneonista, acordeonista y director de orquesta. Nacido en Francia de padres italianos, nacionalizado argentino.

## Biografía
Hijo de un matrimonio de italianos, formado por Ardovina Bontempi y Juan, un afinador y luthier de acordeones que recorría Europa como solista, llegó a la Argentina en 1908, junto con su familia siendo aun muy pequeño, radicándose como muchos inmigrantes en la ciudad de Rafaela, Santa Fe.
Estudió piano con el profesor Luis Ricci.

## Carrera
Feliciano inició su carrera en la provincia de Buenos Aires, tocando en la puerta del cabaret California, vestido de cowboy. Poco a poco fue adentrándose en el ambiente musical porteño, integrando distintos tipos de conjuntos ya sea como pianista o acordeonista.
Formó su primer trío musical (acordeón, guitarra y flauta), actuando en la Radio Stentor y luego por Radio Splendid. Tiempo más tarde nace su primera gran orquesta, actúa en LR3 Radio Belgrano y graba más de 763 temas en la RCA Víctor, donde llegó a ser uno de sus artistas preferidos.
Creó el Cuarteto del 900, siempre con Elvino Vardaro pero con Brunelli al piano, Aníbal Troilo y Enrique Bour (flauta). Actuaron en Radio Mitre.
Luego trabajó junto al Cuarteto criollo estaba formado por Vardaro (violín), Vicente Spina (guitarra) y Vicente Fertonani (segundo acordeón) quien años después dirigiera la Orquesta Característica Continental. Actuaron en el Café Lombardo y en el Teatro El Nacional.
Hizo grandes giras por todo el país, tocó en el Luna Park con Francisco Canaro. Se constituyó en creador de un estilo, la "Orquesta Característica", que abarcaba todos los géneros bailables, con dos o tres acordeones, saxos, trompetas, violines, ritmo completo, flauta y varios cantores como Oscar Valeta, Prudencio Giménez, Fernando Torres y Alberto Radamés, Salvo Basiricó. Con esta orquesta trabajo por 25 años en Radio Belgrano.
En marzo de 1947 tocó con su orquesta el popular tango Mi vaca lechera, de Garcia y Morcillo; y cantado por Fernando Raymond, tema que se haría aún más popular en 1985 en la película Esperando la carroza, de Alejandro Doria. También, posteriormente, se hicieron varias versiones infantiles que se hicieron conocidas mundialmente.
Ya en sus últimos años, en la década del 60, pasó a grabar al sello Music Hall e incluyó tres acordeones electrónicos fabricados a su pedido por la casa Honner, de Alemania.
Realizó un ciclo radial de los grandes bailables de Geniol, con F. Canaro , Roberto Firpo y René Cóspito.
También fue un gran compositor de, valses, rancheras, pasodobles, algunos tocados por el mismo, como 
- Ilusión de mi vida presentada por la orquesta de Antonio Marcias en 1933[3]
- Amor en Budapest[4]
- Barrilito de cerveza. Ese tema posteriormente se utilizaría para la icónica Película de Alejandro Doria, Esperando la carroza, filmada en 1985.[5]
- Batido Tropical
- Castañuelas, cantado por Alberto Morales
- Sueño mío
- La enana
- En la vía y bien varao
- Amalia
- El pillete, el único tango grabado con el cuarteto del 900, con Elvino Vardaro en violín, Aníbal Troilo en badoneón, Enrique Bour en flauta y Feliciano en piano.
- Jueves
- Campo afuera
- Serenata campera
- Mezza Italia in Argentina
- Amor húngaro', cortina musical del célebre Glostora Tango Club.
- La loca de amor
- A mi madre

Fue uno de los fundadores de la Asociación de Directores de Orquesta, junto a Francisco Canaro, Héctor Lomuto, Francisco Lomuto y Pedro Maffia.

## Vida personal
Brunelli estuvo casado por varias décadas con Seferina, con quien tuvo a sus hijos Leonardo (un concertista de piano), Carlos, Beto y Marta. Posteriormente y hasta su fallecimiento estuvo unido en matrimonio con la señora Aramburu.